# Seznam písní s hudbou Gejzy Dusíka
Toto je seznam písňové tvorby, ke které složil hudbu Gejza Dusík.

## Seznam
poz. - píseň - původní interpret, další interpret - (autor textu písně-t:)
(t: ) - doposud nezjištěný autor textu
- (na doplnění)

## A
- Abdulach - František Krištof Veselý - (t:Otto Kaušitz) - fox
- Adam a Eva - František Krištof Veselý - (t:Pavol Braxatoris)
- Adie drahý, adieu drahá - - (t:Pavol Braxatoris) - Slow fox
- Až naše šťastie odletí - František Krištof Veselý, Zora Kolínska a Peter Sedlák - (t: Otto Kaušitz)
- Až v chotári nevädze rozkvitnú - - (t:Pavol Čády)

## B
- Buď len mojou kamarátkou - František Krištof Veselý - (t:Pavol Braxatoris)

## Č
- Čo sa mi môže stať - František Krištof Veselý, Bea Littmannová a Jozef Kuchár - (t: Pavol Braxatoris) - tango
- Čo si len počnem bez teba - (t: ) - valčík

## D
- Dedinka ty milá - František Krištof Veselý - (t:Otto Kaušitz) - fox
- Dedinka v údolí - František Krištof Veselý - (t: Otto Kaušitz)
- Dnes si ešte mojou - František Krištof Veselý - (t:Otto Kaušitz)
- Dve oči neverné - František Krištof Veselý a Tri dievčatká, Ivan Stanislav - (t: Pavol Braxatoris) - tango
- Dobrú noc vám - - (t: Pavol Braxatoris) - valčík
- Dobrý politik - - (t: )

## J
- Jablone, jablone - (t: Ľubomír Kupčok)
- Ja budem len pešiak - František Krištof Veselý - (t:Pavol Čády)
- Já chtěl bych kousek modrého nebe - Ultraphon duo - (t: )
- Ja sa nedám od Teba už za nos vodiť - František Krištof Veselý - (t:Pavol Braxatoris) - Slow fox
- Ja sa nedám za nos vodiť - Tatjana Hubinská -
- Ja som optimista - František Krištof Veselý, Milan Lasica a Bratislava Hot Serenaders - (t:Pavol Braxatoris) - fox
- Jedinú na šírom svete - František Krištof Veselý - (t: Pavol Braxatoris)
- Jedinú na šírom svete radosť mám - Dušan Grúň - (t: Pavol Braxatoris)
- Jedným prúdom - František Krištof Veselý - (t: )

## K
- Každá kasáreň je jak lekáreň - František Krištof Veselý - (t:Pavol Čády)
- Každý si rád zavolá - R. A. Dvorský - (t: )
- Keby som sa nebál - František Krištof Veselý - (t:Pavol Braxatoris) - foxtrot
- Keby víno - - (t: )
- Keď rytmus volá - František Krištof Veselý - (t:Pavol Braxatoris)
- Keď harmonika tíško znie - František Krištof Veselý, Zora Kolínska - (t: Pavol Braxatoris) - tango
- Keď naše tango zazneje - (t:Pavol Braxatoris) - tango
- Keď rozkvitne nový máj - František Krištof Veselý - (t:Pavol Braxatoris)
- Kto je rád veselý - František Krištof Veselý - (t:Pavol Braxatoris)
- Kousek modrého nebe - R. A. Dvorský- (t:Pavol Braxatoris) - tango

## L
- Láska okolo blúdi - František Krištof Veselý - (t:Pavol Braxatoris)
- Lebo tu, lebo tam - František Krištof Veselý - (t:Pavol Braxatoris)
- Len bez ženy - František Krištof Veselý, Zdeněk Sychra - (t:Pavol Čády) - fox
- Letelo vtáča nad nami - - (t:Pavol Braxatoris)
- Letiaca hviezda - Mária Vlková - (t: )

## Ľ
- Ľúbim vás - František Krištof Veselý - (t:J.E.Devínsky)

## M
- Mám ja klavír - František Krištof Veselý - (t:Pavol Braxatoris)
- Marína (1954) - Jozef Kuchár, Ivan Stanislav - (t: Pavol Braxatoris) - tango
- Mám na světe jen lásku tvou - Jaroslav Jaroš - (t:Emil Brožík)
- Melódie z operety Modrá ruža - František Krištof Veselý - (t:Pavol Braxatoris)
- Modrá ruža - František Krištof Veselý, Bea Littmannová a Jozef Kuchár - (t: Pavol Braxatoris)
- Moja pieseň - - (t: )
- Môžeš byť jak cukrík sladká - František Krištof Veselý - (t:Otto Kaušitz)
- Možno je to zvyk - Jana Kocianová -
- Možno tu - - (h: )

## N
- Na cestu žitia - - (t:Pavol Braxatoris)
- Najkrajšia hviezdička - František Krištof Veselý, Bea Littmannová - (t:Pavol Čády)
- Najkrajší kút v šírom svete /Pieseň o rodnej zemi/ - Peter Dvorský - (t:Pavol Braxatoris)
- Nebozkané pery - Melánia Olláryová - (t: Otto Kaušitz)
- Nech pieseň sladká znie - František Krištof Veselý - (t:Pavol Braxatoris)
- Neplač, neplač - Janko Blaho - (t: )
- Nie som ja ešte tak starý - František Krištof Veselý, Milan Lasica a Bratislava Hot Serenaders - (t:Otto Kaušitz)

## P
- Pieseň môjho srdca - - (t: Pavol Braxatoris)
- Pieseň o rodnej zemi /Najkrajší kút v šírom svete/ - Peter Dvorský - (t:Pavol Braxatoris)
- Po celý deň sa teším - Melánia Olláryová - (t:Tibor Lengyel)
- Podaj mi rúčku - František Krištof Veselý, Dušan Grúň - (t: Otto Kaušitz)
- Poď, uspi ma v objatí - - (t: Otto Kaušitz)
- Poprosme hviezdy - František Krištof Veselý, Belo Turba - (t:Otto Kaušitz) - tango
- Prenajmem ti svoje srdce - František Krištof Veselý - (t:Otto Kaušitz)
- Přijď, mé rety zlíbat smíš... (Gejza Dusík / český text: Pavol Braxatoris, slovenský text: Otto Kaušitz - opereta: Adam a Eva (Keď rozkvitne máj) - waltz

## R
- Rodný môj kraj - František Krištof Veselý, Karol Duchoň - (t: Pavol Braxatoris) - tango
- Rozkvitol biely agát - František Krištof Veselý - (Gejza Dusík a Trefný/Jarko Elen)
- Ružičky červené - Bea Littmannová - (t:Pavol Braxatoris)

## S
- Saigon - František Krištof Veselý, Milan Lasica a Bratislava Hot Serenaders - (t:Pavol Braxatoris) - fox
- Saigon ty prístav krásnych žien - - (h:Gejza Dusík) - 1940 - opereta Pod cudzou vlajkou - slow fox
- S bohom - František Krištof Veselý - (t:J.E.Devinský)
- Slovensko mé - Ultraphon duo - (t: )
- Snáď aj ku mne raz láska príde - (t: Pavol Braxatoris) - valčík
- Spomienky - - (t: Otto Kaušitz)
- Spomínam - - (t: Pavol Braxatoris)
- S tebou pod Tatrami - František Krištof Veselý - (t: Otto Kaušitz)
- Svetlo a tieň - - (t:/)

## Š
- Široká cestička - František Krištof Veselý - (t: Pavol Braxatoris)

## T
- Tá modrá ruža vám povie - - (t: ) - Slow fox
- Tá pieseň pôjde v šíri svet - Štefan Hoza - (t: Pavol Braxatoris)
- Tak nekonečne krásna - František Krištof Veselý, Melánia Olláryová - (t:Pavol Braxatoris) - tango
- Tak smutno mi je bez teba - František Krištof Veselý - (t: Pavol Braxatoris)
- Tiché šťastie - - (t: )
- Trucuje Mariška - František Krištof Veselý - (t:Ľubomír Kupčok)
- Tú chvíľu najkrajšiu - František Krištof Veselý - (t:Pavol Braxatoris)
- Tvoje rúčky biele - (t:Pavol Braxatoris) - Slow fox
- Ty nevieš jak je krásne niekoho mať rád - - (t:Ilja Jozef Marko) - english-waltz

## U
- Už to viem - František Krištof Veselý - (t:Pavol Braxatoris)

## V
- Vám čarokrásnu pieseň zaspievam - - (t: Pavol Braxatoris)
- Vám ešte jednu tichú pieseň zaspievam - (t: ) - valčík
- Vám, jedine Vám - František Krištof Veselý, Zdeněk Sychra - (t: Otto Kaušitz)
- Večer pri Dunaji - Melánia Olláryová - (t:Pavol Braxatoris) - 1954
- Veselo sa na tento svet pozerám - František Krištof Veselý, Milan Lasica a Bratislava Hot Serenaders - (t:Pavol Braxatoris) - foxtrot
- V pondelok, v utorok - František Krištof Veselý - (t:Pavol Braxatoris)
- Vráť sa mi - František Krištof Veselý - (t:Pavol Braxatoris)

## Z
- Za niekoľko dní - František Krištof Veselý - (t:Otto Kaušitz)
- Zatancuj si so mnou, holubička - František Krištof Veselý - (t:Otto Kaušitz) - foxtrot

## Ž
- Ženy moje krásne - František Krištof Veselý - (t:Otto Kaušitz)
- Život bez lásky - František Krištof Veselý - (t:Hudec)

## Podle roka
- 1954
  - Marína - Jozef Kuchár - (t:Pavol Braxatoris) - tango